# シェンチュル
シェンチュル(スロベニア語:Šenčur 言語発音:[ʃɛnˈtʃuːɾ] 旧名:Šentjur、ドイツ語:Sankt Georgen またはSankt Georgen im Felde)は、スロベニアのカルニオーラ地方の北に位置するである。

## 名前
シェンチュルは、1221年にSancto Georioという書物の中で初めて記載された(その後1238年にad sanctum Georiumとecclesiam sancti Georgii、1264年にas aput Sanctum Georiumという書物にも記述がみられる)。スロベニア語名のŠentčurは、旧名のSaint Georgeが変化した語である(šent Jur > *Šenťur > Šenčur)。 